# Okręg wyborczy Widnes
Okręg wyborczy Widnes powstał w 1885 r. i wysyłał do brytyjskiej Izby Gmin jednego deputowanego. Okręg obejmował miasto Widnes w hrabstwie Lancashire. Został zlikwidowany w 1983 r.

## Deputowani do brytyjskiej Izby Gmin z okręgu Widnes
- 1885–1892: Tom Edwards-Moss, Partia Konserwatywna
- 1892–1900: John Gilliat, Partia Konserwatywna
- 1900–1919: William Walker, Partia Konserwatywna
- 1919–1922: Arthur Henderson, Partia Pracy
- 1922–1929: George Clayton, Partia Konserwatywna
- 1929–1931: Alexander Gordon Cameron, Partia Pracy
- 1931–1935: Roland Robinson, Partia Konserwatywna
- 1935–1945: Richard Antony Pilkington, Partia Konserwatywna
- 1945–1950: Christopher Shawcross, Partia Pracy
- 1950–1971: James MacColl, Partia Pracy
- 1971–1983: Gordon Oakes, Partia Pracy